# Lipocarpha drummondii
Lipocarpha drummondii är en halvgräsart som först beskrevs av Christian Gottfried Daniel Nees von Esenbeck, och fick sitt nu gällande namn av Gordon C. Tucker. Lipocarpha drummondii ingår i släktet Lipocarpha och familjen halvgräs. Inga underarter finns listade i Catalogue of Life.